# ژاکلین مادرا
ژاکلین مادرا (انگلیسی: Jacqueline Madera؛ زاده ) یک مانکن است.